# Torío
El Torío és un riu que discorre per la província de Lleó pertanyent a la conca del Duero. Neix al sud del port de Piedrafita, a l'est de la serra de Riaño, al nord de la província de Lleó, i és el major afluent del riu Bernesga. De nord a sud, recorre els municipis de Cármenes, Vegacervera, Matallana de Torío, Garrafe de Torío, Villaquilambre i Lleó, on s'uneix al Bernesga. Des de les fonts, a 1630 m d'altitud, fins a la desembocadura la seva longitud és de 63 km.
Les aigües netes i transparents el converteixen en un paradís per a la truita de riu. La seva gestió hidrològica va a càrrec de la Confederació Hidrogràfica del Duero.